# Église Saint-Laurent de Daix
L’église Saint-Laurent est située dans l'agglomération de la ville de Dijon sur la commune de Daix, dans le département de la Côte-d'Or, en France.

## Histoire
Elle a été construite au début du XIXe siècle dans un style néo-roman. Elle fut consacrée le 21 avril 1850.

## Description

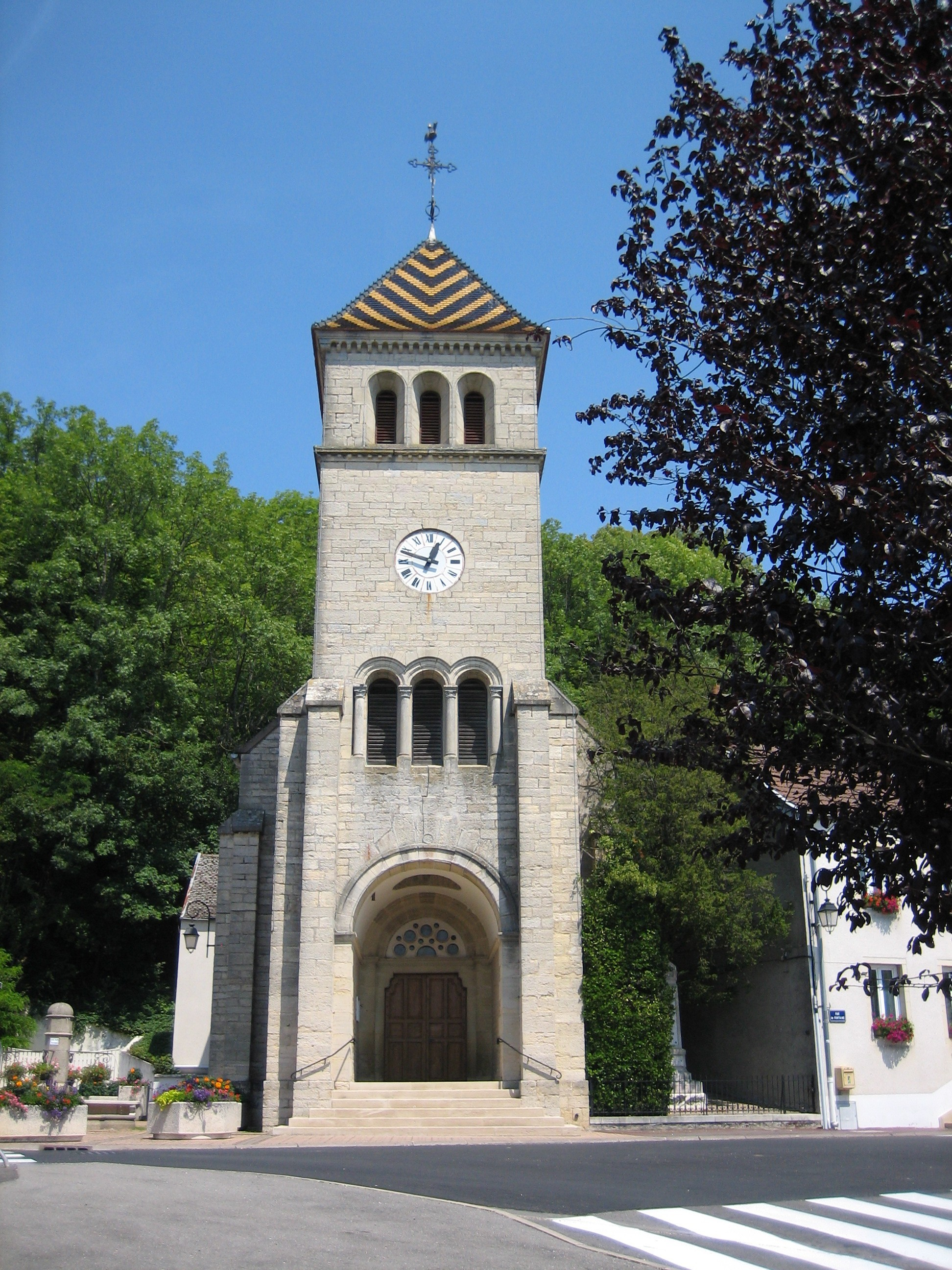
Vue extérieure